# Cross Border Norte
Cross Border Norte (em português "Transfonteiriço" Norte) é um campeonato sul-americano de rugby union criado e organizado pela Confederação Sul-Americana de Rugby (CONSUR) e disputado anualmente, a partir de 2010, disputada entre quatro equipes: Brasil, Paraguai, Misiones (URUMI) e Nordeste Argentino (URNE), formado pelas províncias do Chaco e Corrientes. A competição tem esse nome por ser disputada entre províncias do Norte da Argentina e países que fazem fronteira com essa região do país. A competição é paralela ao Cross Border do Prata e o Cross Border do Pacífico.
A sede é rotativa, e cada país recebe a competição em anos distintos. A competição não é considerada oficial, ou seja, não é contabilizada pela IRB para o ranking mundial, nem classifica para outras competições, já que mescla seleções nacionais e regionais. Nas duas edições disputadas (2010 e 11), a URNE se sagrou campeã.

## Formato
O formato é simples, em duas chaves sorteadas, em eliminatória simples em jogo único. As equipes vencedoras do confronto inicial classificam-se para a final, e as perdedoras disputam a terceira colocação, essa fase decisiva também disputada em partida simples. Cada edição, portanto, tem um total de quatro partidas.

## Edições
| Ano  | Sede              | Campeão           |
| ---- | ----------------- | ----------------- |
| 2010 | Posadas           | URNE              |
| 2011 | Encarnación       | URNE              |
| 2012 | Não foi disputado | Não foi disputado |
| 2013 | Foz do Iguaçu     |                   |

## Resultados
| Equipe   | Campeão | 2º lugar | 3º lugar | 4º lugar |
| -------- | ------- | -------- | -------- | -------- |
| URNE     | 2       |          |          |          |
| Paraguai |         | 1        | 1        |          |
| URUMI    |         | 1        |          | 1        |
| Brasil   |         |          | 1        | 1        |